# 埃爾皮迪奧·基里諾
埃尔皮迪奥·李維拉·基里诺（英語：Elpidio Rivera Quirino，1890年11月16日—1956年2月29日），菲律宾政治家，第6任菲律宾总统。

## 生平
基里诺出生于菲律宾南伊罗戈省美岸，早年在马尼拉土地局和警察局任职，1911年在马尼拉高级学校毕业，并通过了一级公务员考试。他进入菲律宾大学，1915年获得了大学法律学院法律学位，成为一个律师。
1919年基里诺当选为菲律宾众议院议员，1925年当选为参议员，后在联邦政府担任财政部长和内政部长。1934年他陪同曼努埃尔·罗哈斯去美国，以确保美国国会通过泰丁斯-麦杜菲法案（Tydings-McDuffie Act），这项立法设定了1945年菲律宾的独立日期。官方的声明是在1946年7月4日。
第二次世界大战结束后，菲律宾联邦政府得以恢复。菲律宾国会也重新成立，基里诺被选为参议院临时参议长。
1946年举行总统选举，曼努埃尔·罗哈斯作为新成立的自由党的总统候选人，提名临时参议长基里诺为竞选伙伴，并赢得选举。勝選後，基里诺出任副总统，后来兼任外交部长。
1948年4月16日，罗哈斯总统去世，基里诺接任总统。1949年的总统选举中，基里诺擊敗何塞·帕西亞諾·勞威爾，獲得連任。基里诺的总统任期内（1948-1953）是菲律宾著名的战后重建时期，在美国的经济援助下，菲律宾经济得到快速发展，但一些社会问题仍未解决，导致人民起义，同时政府的贪污和腐败行为也较为普遍。
1950年，基里诺政府响应美国的要求，派遣7,450名菲律宾远征部队（PEFTOK）参与朝鲜战争。
1953年菲律宾总统选举，基里诺寻求连任失败。1956年2月29日，基里诺死于心肌梗塞，葬于马卡蒂市马尼拉南方公墓。他提出的「为菲律宾人民服务奉献」精神，使他成为外交服务之父。
基里诺於1921年1月16日与艾丽西娅结婚，生有5个孩子。在二战期间的马尼拉战役中，他的妻子和他們的三个孩子在1945年2月9日逃离家园时死於马尼拉大屠杀。即便如此，基里诺決定赦免仍在服刑或宣告死刑的日本戰犯與菲律賓協力者，並於1953年12月前將戰犯全數釋放。